# 인장재
인장재(引張材)란 강구조에서 부재 축방향으로 인장력을 받는 구조 부재를 말한다. 트러스 부재, 사장교, 현수교의 케이블 등이 인장재이다.

## 순단면적
인장재를 결합할 때 연결재를 사용하기 위해 인장재에 구멍을 뚫게 된다. 따라서 인장재의 총 단면적에서 구멍만큼의 단면적 감소를 고려해야 한다. 총 단면적에서 구멍의 단면적 감소를 고려한 값을 순단면적(純斷面積)이라고 한다.

### 정렬 배치의 순단면적
연결재가 정렬 배치된 경우, 총 단면적에서 구멍에 의해 감소되는 단면적을 빼주면 된다. An을 순단면적, Ag를 총단면적, n을 인장력에 의한 파단선상의 구멍 수, d를 구멍 직경(mm), t를 부재 두께(mm)라 할 때, 정렬배치의 순단면적은 다음 식으로 구한다.
{\displaystyle A_{n}=A_{g}-ndt}

### 불규칙 배치의 순단면적
불규칙 배치의 경우 구멍에 의한 단면적 감소와, 피치-게이지 간격에 따른 단면적 증가를 함께 고려해주어야 한다. s를 인장력 방향의 인접한 두 개 구멍 중심간격(mm), g를 인장력과 수직인 게이지선 사이의 두 개 구멍 중심간격(mm)이라 할 때, 순단면적은 다음 식으로 구한다.
{\displaystyle A_{n}=A_{g}-ndt+\sum {\frac {s^{2}}{4g}}t}
불규칙 배치의 경우 인장력에 의한 파단선이 여러 개로 나타나는데, 각 경우 중 순단면적이 가장 작게 계산되는 경우를 실제 파단선이라고 보고, 이때의 순단면적을 해당 인장재의 순단면적으로 정한다.

### L형강의 순단면적
L형강의 순단면적은 L형강을 평평하게 펼친다고 가정하고, 접힌 부분에서 가장 가까운 두 볼트 사이의 게이지 g를 계산한 뒤, 불규칙 배치의 순단면적 계산과 같은 방식으로 순단면적을 계산한다. 이때 펼친 후 접힌 부분에서 가장 가까운 두 볼트 사이의 게이지 g는, L형강의 직각 부분 끝점에서 한쪽 구멍 중심까지의 거리를 ga, L형강의 직각 부분 끝점에서 반대편 구멍 중심까지의 거리를 gb라 할 때,다음 식으로 구한다.
{\displaystyle g=g_{a}+g_{b}-t}
즉, 펼쳤다고 가정할 때의 게이지에서 펼치면서 L형강의 두께 t에 의해 중복되는 거리를 빼준 값이다.

## 유효순단면적

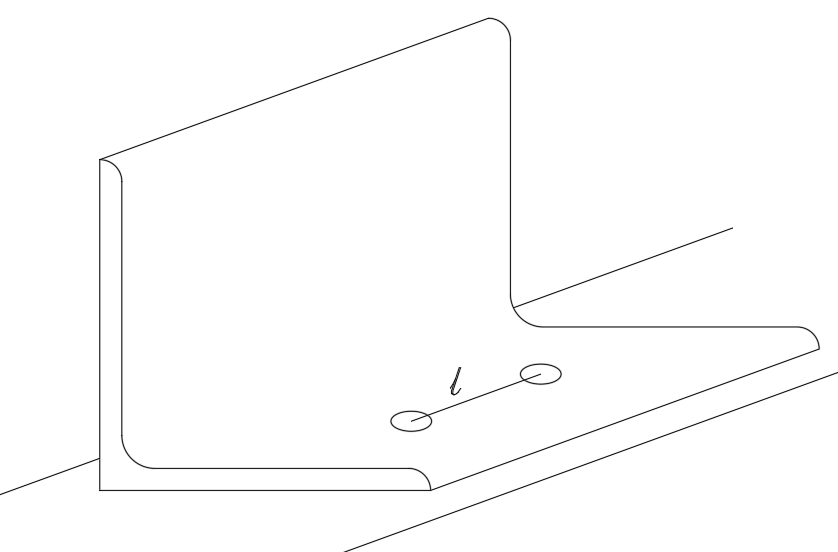
L형강의 한쪽 면만 접합되는 경우 전단지연이 발생

접합부에서 어느 정도 떨어진 위치에서는 인장 응력이 단면에 걸쳐 균등하게 분포하나, 접합부 부근에서는 접합의 형태에 따라 응력 분포가 달라질 수 있다. L형강의 한쪽 면만 접합이 된 경우, 그리고 접합 구멍 중심선(인장력이 작용하는 선)이 L형강의 도심과 다른 경우가 발생하는데, 이때 편심이 발생한다. 접합에 사용되지 않은, 편심이 발생하는 접합부에서의 응력은 불균등한 인장력이 발생하는데 이것을 전단지연(전단 뒤짐, shear lag)이라고 한다.
전단 지연에 의한 영향을 반영하기 위해 순단면적 An에 전단지연계수 U를 곱해서 유효순단면적 Ae를 구한다.
{\displaystyle A_{e}=UA_{n}}
접합부의 길이(인장력 방향의 가장자리 두 구멍 중심 간격)를 l이라 할 때, 전단지연계수 {\displaystyle U=1-{\frac {\bar {x}}{l}}}이다. 여기서 {\displaystyle {\bar {x}}=max({\bar {x}}_{1},{\bar {x}}_{2})}이다. {\displaystyle {\bar {x}}_{1}}은 L형강의 도심으로부터 접합부 구멍 중심(구멍이 여러개라면 구멍 중심의 중앙선 기준)까지의 수직거리이며, {\displaystyle {\bar {x}}_{2}}는 L형강의 도심으로부터 L형강 직각 부분 끝까지의 거리이다.

## 블록전단파단
고장력볼트 사용이 증가하면서 직경이 큰 볼트를 보다 더 적게 배치하는 추세가 생겼는데, 그러면서 블록전단파단의 위험성이 커졌다. 블록전단파단(block shear rupture)이란 인장재의 접합부에서 인장력이 작용하는 축 상으로는 전단 파괴가, 인장력 축과 수직인 선이 가장 안쪽 구멍을 지나는 선상으로는 인장 파괴가 일어나 접합부의 일부분이 찢어지는 형태의 파단을 말한다.

블록전단파괴의 예
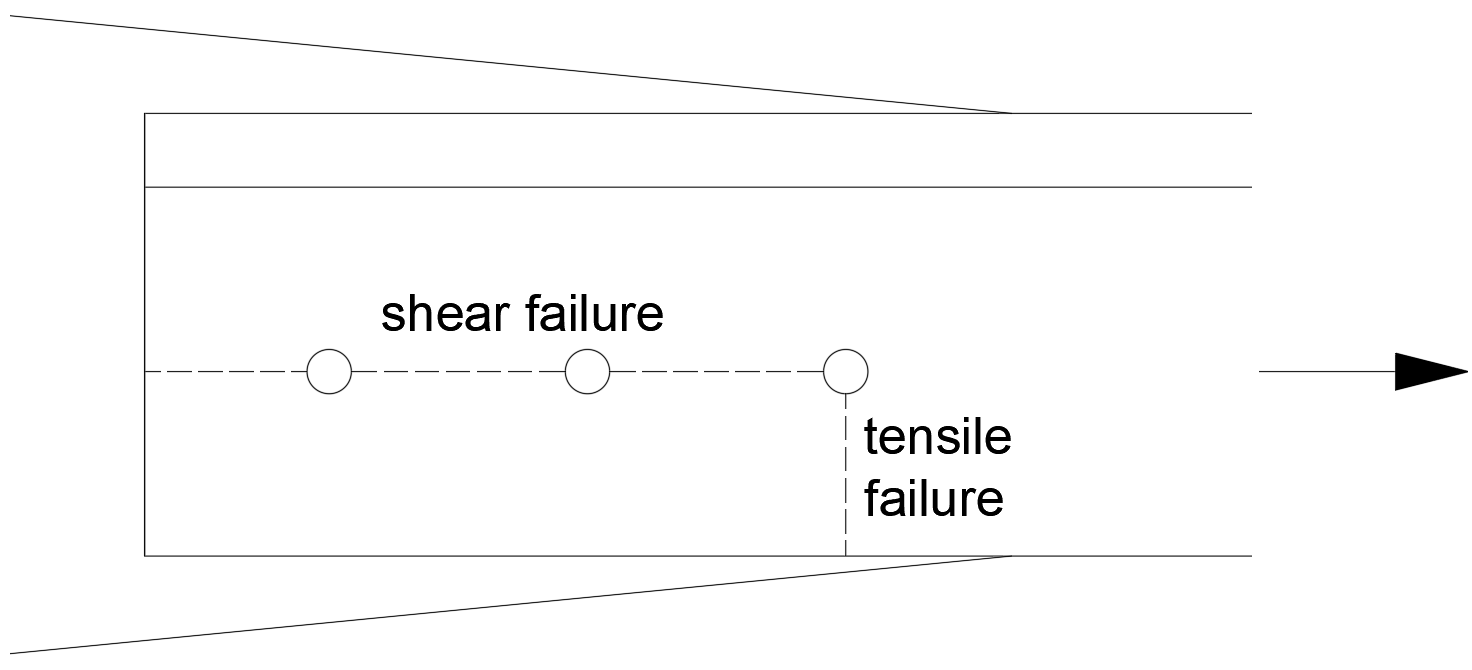
점선 부분이 찢어지는 것을 블록전단파괴라 함
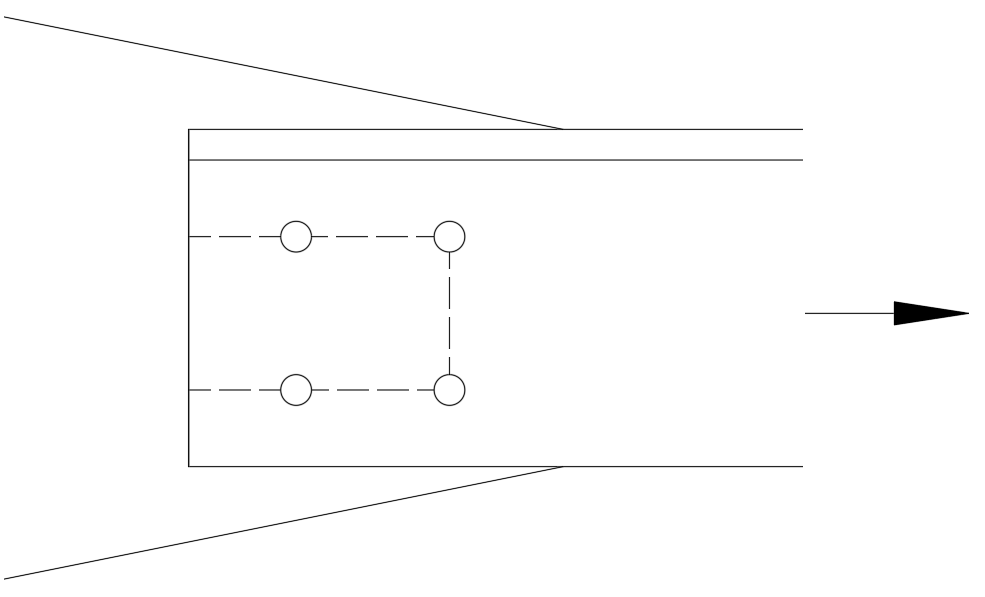
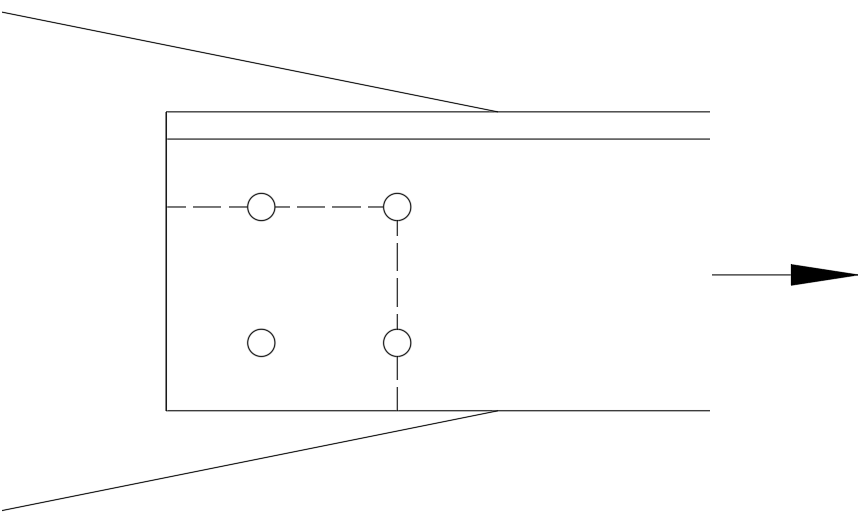

블록전단파단의 한계상태 설계강도는 다음 식으로 정한 공칭강도 Rn에 Φ=0.75를 곱하여 구한다.
{\displaystyle R_{n}=min([0.6F_{u}A_{nv}+U_{bs}F_{u}A_{nt}],[0.6F_{y}A_{gv}+U_{bs}F_{u}A_{nt}])}
Fu : 인장에 대한 극한강도
Fy : 인장에 대한 항복강도
Anv : 전단저항 순단면적(mm²)
Agv : 전단저항 총단면적(mm²)
Ant : 인장저항 순단면적(mm²)
Ubs : 인장응력이 균일할 경우 1.0, 불균일한 경우 0.5

## 설계
인장재의 설계는 총단면 항복과 유효순단면 파단의 두 가지 한계상태에 대해 검토하여 실시한다. 소요강도가 설계강도보다 작으면 적합한 설계로 본다. 설계강도는 공칭강도에 Φ를 곱해서 구한다. 강구조 부재 설계기준 KDS 14 31 10에 따르면 총단면 항복에 대한 Φ=0.90, 유효순단면 파단에 대한 Φ=0.75이다. 이를 식으로 정리한다면 Pu를 소요인장강도, Pn을 공칭인장강도라 할 때, 다음과 같이 나타난다.
{\displaystyle P_{u}\leq \phi P_{n}}이면 적합한 설계
- 총단면 항복에 대해서 {\displaystyle P_{n}=F_{y}A_{g}}
- 유효순단면 파단에 대해서 {\displaystyle P_{n}=F_{u}A_{e}}

강구조 연결 설계기준 (KDS 14 31 25){\displaystyle \quad \phi =0.90,0.75}
강교 설계기준 (KDS 24 14 31) {\displaystyle \quad \phi =0.95,0.80}
미국의 AISC 기준(2016)에서는 총단면항복, 유효순단면 파단에 대해 Φ를 0.90, 0.75로 하고 있다.
총단면 항복, 유효순단면 파단, 블록전단파단, 고장력볼트/용접 접합부, 거셋 플레이트 다섯 가지에 대한 한계상태설계강도를 비교해서 가장 작은 값을 인장재의 설계인장강도로 정한다.

## 같이 보기
- 압축재

## 참고 문헌
- 한국강구조학회 (2017). 《강구조설계》. 구미서관. ISBN 978-89-8225-135-1.
- 한국강구조학회 (2019). 〈인장부재〉. 《강구조공학》. 구미서관.
- KDS 14 31 10 :2017 강구조 부재 설계기준(하중저항계수설계법)
- KDS 24 14 31 :2018 강교 설계기준(한계상태설계법) 4.1.4.2 저항계수